# Participativní ekonomika
Participativní ekonomika (též parecon) je, jako každá ekonomika, systém směny, a tedy se zabývá alokací zdrojů. Jejím specifikem je přidání diachronního hlediska. Na rozdíl od jiných konceptů bere v potaz, že různí lidé mají v okamžiku narození různá materiální zázemí. Zabývá se tedy tím, jak jsou distribuovány výrobní prostředky. Jako problematická je zde nahlížena jejich koncentrace, která souvisí s dědičností a likviditou. Na druhou stranu se soustřeďuje na výhody, které má to, když je kapitál vlastněn lidmi, kteří s ním reálně operují.
Jedná se o alternativu kapitalistického paradigmatu i k centrálně plánovanému socialismu. Kapitalismus selhává právě v nerovnoměrné distribuci výrobních prostředků mezi populací. Za nedostatečné je zde vnímána nejen disparita ve vlastnictví, ale také v pravomocech nakládání s výrobními prostředky. Centrálně plánovaný socialismus zase popírá princip subsidiarity – pracovníci si o nakládání s výrobními prostředky nemohou rozhodovat sami v místě, kde výroba probíhá. Participativní ekonomika může samozřejmě sloužit také jako komplement obou systémů. Klíčovými pojmy tu jsou sociální spravedlnost, solidarita, rozmanitost, samosprávný socialismus a výrobní efektivita. Participativní ekonomika má také své místo v ideologii udržitelného rozvoje, jehož hlavním cílem je dlouhodobě a stabilně zvyšovat kvalitu lidského života bez toho, aby tím byla ohrožena kvalita života budoucích generací.

## Nerovnoměrná distribuce výrobních prostředků
Thomas Piketty ve své knize Kapitál 21. století upozornil na vzrůstající příjmovou a majetkovou nerovnost ve společnosti, a to jak v absolutních, tak relativních číslech. Protože se participativní ekonomika zabývá alokací výrobních prostředků, je pro ni tedy podstatnější nerovnost majetková.
I ve skandinávských zemích sedmdesátých a osmdesátých let 20. století, což jsou místo a čas, které jsou používány jako příklad nejnižší majetkové nerovnosti, vlastnil nejbohatší decil společnosti 50 % národního majetku. Vyšší nerovnost najdeme v současnosti třeba ve Spojených státech, kde nejvyšší decil vlastní přes 70 %. Ještě více alarmující je skutečnost, že nejchudší polovina obyvatel tu disponuje jen 2 %, v Evropě pak vlastní kolem 5 %. Tyto trendy mají tendenci se od ekonomické krize roku 2008 ještě zostřovat.
Zmírnění majetkové nerovnosti by mělo vést ke snížení i té příjmové, protože zisk z výroby neplyne vlastníkům kapitálu, ale těm, kteří nadhodnotu vytvořili.

## „Jiné“ typy ekonomických struktur jsou na vzestupu
„Jiné“ typy ekonomických struktur, než ty založených čistě na zisku (a na krátkodobém uvažování) jsou na vzestupu. Důvodů je řada, od ekologických motivů po snahu o větší demokratizaci ekonomického života, zodpovědnost vůči dané lokalitě až ke snaze vylepšit sociální kohezi společnosti. Moderní technologie, které mají decentralizační povahu (typickým příkladem je 3D tisk), tyto tendence k větší občanské participaci a výrobní lokalizaci dále posilují.
Občanská participace může být jednou z cest zvyšování odolnosti společnosti, posílení demokratických tendencí a stability společnosti. 

## Různé způsoby participace

### Zaměstnanecká participace

#### Zaměstnanecké vlastnictví akcií
Zaměstnanecké vlastnictví akcií (anglicky employee stock ownership plan (ESOP)) jsou programy finanční a vlastnické spoluúčasti zaměstnanců. V jejich rámci je jim nabídnuta možnost koupit si podíl ve společnosti, v níž pracují. Většinou se tak děje po určité době, kterou zaměstnanec ve společnosti odpracoval. V angloamerickém světě je běžné, že akcie zaměstnanců jsou spravovány pomocí trustu. Z výnosů akcií jsou zaměstnancům vypláceny dividendy jako bonus k platu.

#### Výrobní družstvo
Výrobní družstvo je manifestace participativní ekonomiky v souladu s její definicí. Zaměstnanci společnost, v níž pracují, vlastní. Kupují si v ní podíl, který je stejně velký jako podíly ostatních. ESOP programy nejsou nutně spojeny s rovností v rozhodovacích pravomocech, ve výrobní družstvu mají hlasy všech majitelů-zaměstnanců stejnou váhu. Většinou jsou tu fixovaná rozpětí mezi minimálním a maximálním příjmem.

### GSOP
GSOP (z anglického general stock ownership plan) jsou programy, kdy se jako akcionáři na určitém obecně prospěšném projektu podílejí obyvatelé téhož regionu.

### CSOP
CSOP (z anglického consumer stock ownership plan) jsou programy, u nichž podílníky spojuje poptávka po nějakém zdroji. Příkladem by mohlo být spoluvlastnictví větrné elektrárny, jejíž energii využívají podílníci k vlastní spotřebě.